# كين إيرفين
كين إيرفين (بالإنجليزية: Ken Irvin)‏ هو لاعب كرة قدم أمريكية أمريكي، ولد في 11 يوليو 1972 في روما في الولايات المتحدة.

## وصلات خارجية
- كين إيرفين على موقع مرجع كرة القدم المحترفة.كوم (الإنجليزية)